# Территориальные воды
Территориа́льные воды, также территориа́льное море — полоса моря (океана), прилегающая к берегу, находящемуся под суверенитетом прибрежного государства, или к его внутренним водам, и составляющая часть государственной территории.
На территориальные воды, а также их поверхность и недра, воздушное пространство над ними распространяется суверенитет прибрежного государства. Режим территориальных вод регулируется Конвенцией ООН по морскому праву 1982 г., а также внутренним законодательством отдельных государств.
Отсчёт территориальных вод происходит от линии наибольшего отлива (если берег имеет спокойные очертания) либо от границ внутренних вод, либо от так называемых исходных линий (воображаемых прямых линий, соединяющих выступы берега в море, если побережье глубоко изрезано, извилисто или если вблизи берега есть цепь островов).
Международное право не допускает расширения территориальных вод за пределы 12 морских миль (22,224 км), однако некоторые государства в одностороннем порядке установили более широкие территориальные воды (например, Бразилия, Перу, Сьерра-Леоне, Уругвай, Эквадор и др.).
Суда всех государств пользуются правом мирного прохода через территориальные воды при условии соблюдения положений Конвенции (проход не должен нарушать безопасность прибрежного государства, подводные лодки могут проходить только в надводном положении и т. д.). Согласно внутреннему законодательству некоторых государств, иностранные военные корабли могут проходить через их территориальные воды и заходить во внутренние морские воды только по предварительному разрешению правительства соответствующего государства.
Осуществление иностранными судами морского промысла, гидрографических работ и исследований в территориальных водах большинства государств (при отсутствии специального соглашения) запрещается.

## История
Необходимость подчиненности прибрежной части моря государству, у территории которого она находится, сознавалась уже издавна и может быть оправдана многими вполне разумными соображениями.
Прежде всего, собственная безопасность прибрежного государства требует, чтобы оно принимало в открытом море, на известном расстоянии от берега, все меры, могущие предупредить внезапное нападение на него извне, и служит ему защитой во время войны. Притом, располагая властью над береговым морем, прибрежное государство получает также возможность как отправлять необходимый для него полицейский и санитарный надзор над судами, так и бороться с контрабандной торговлей, вредящей его фискальным интересам, а равно обеспечить жителям морского берега столь выгодный для них рыбный промысел. Наконец, порядок и безопасность самих торговых оборотов, производимых иностранцами морским путем, вполне оправдывают допущение власти государства на прибрежной полосе моря. В прежнее время государства с помощью этой власти могли охранять морские сообщения от пиратов, совершавших разбои в открытом море.
При определении границ территориальных вод теория международного права исходила из того положения, что власть прибрежного государства кончается там, где она фактически не может быть осуществлена — Terrae dominium finitur ubi finitur armorum vis. На этом основании по примеру Бинкерсгука юристы признавали, что граница береговых вод определяется пушечным выстрелом с берега. Но так как такой масштаб при постоянном усовершенствовании огнестрельного оружия представлял величину крайне изменчивую и неопределенную, то на практике этот вопрос лучше всего разрешался путем международных соглашений.
К началу XX века большинство трактатов, заключенных между государствами, равно и большинство авторов сочинений по международному праву принимали за крайнюю черту территориальных вод линию, простирающуюся на 3 английские мили от максимального предела отлива. Подобное определение также принято законодательствами некоторых западноевропейских государств. Так, например, британский закон 1878 г. "Territorial Waters Jurisdiction Act", изданный по поводу возникших в судах недоразумений о подсудности одного частного дела о столкновении британского судна с германским, ограничивал пространство береговой юрисдикции королевства расстоянием в 3 английские мили.
Некоторые государства объявляли своими территориальными водами такие пространства, которые в действительности переходят уже в пределы открытого моря и этим нарушают свободу последнего. Так, например, указом императора Александра I от 4 (16) сентября 1821 г. объявлено было территорией Российской империи все пространство моря, порты и заливы по всему северо-западному берегу Северной Америки, начиная от Берингова пролива до 51° северной широты, а равно воды, омывающие Алеутские и Курильские острова, начиная от Берингова пролива до южного мыса острова Урупа, то есть до 45° 50' северной широты; иностранным судам воспрещено было под страхом конфискации даже приближаться к российским берегам на расстояние менее 100 английских миль и заниматься в этом пространстве рыболовством. Этот указ вызвал протест со стороны правительств Великобритании и США, и в 1824 г. Россия отказалась от этих притязаний и заключила с Великобританией (1825) и США (1824) конвенции, которыми было существенно парализовано действие указа 1821 г..